# 緑のふるさと (村岡のり子の曲)
「緑のふるさと」（みどりのふるさと）は日本の都道府県の一つ、山梨県が1977年（昭和52年）に発表した県民愛唱歌。村岡のり子の歌唱により東宝レコードからシングル盤が発売された。

## 概要
「平易で芸術の香りがあり、老若男女が心から歌え、かつ生活のうるおいとなる愛唱歌」の制定を目指す「県民愛唱歌をつくりましょう運動推進会」が組織され、当時の田邊圀男知事への陳情を経て県が作詞・作曲を依頼し、1977年11月23日に発表された。
現在は県庁の庁内放送で昼休み時間に県歌「山梨県の歌」と合わせて流されている他、県の広報活動用BGMに使用されている。